# Augustasaurus

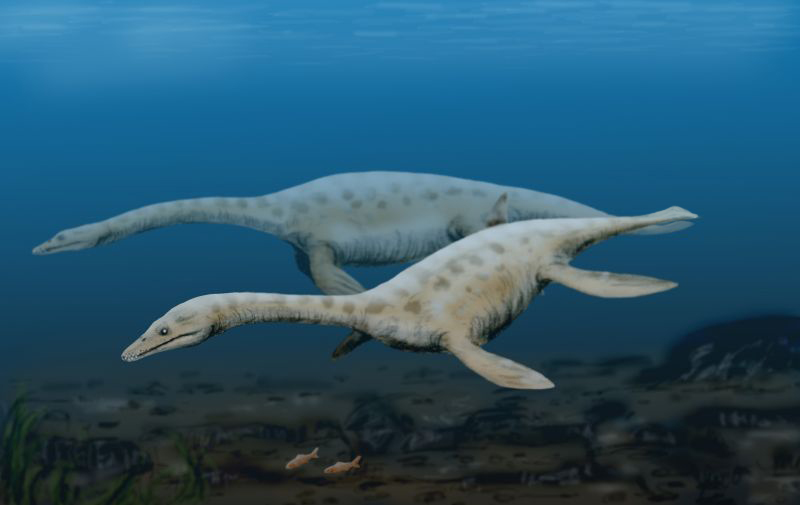
Augustasaurus hagdorni

Augustasaurus hagdorni is een lid van de Sauropterygia dat tijdens het middelste Trias voorkwam in het gebied van het huidige Noord-Amerika. De soort staat dicht bij de basis van de Plesiosauria.

## Naamgeving
In 1993 werd in de Muller Canyon, in de Augustabergen van Nevada, een skelet gevonden van een zeereptiel.
In 1997 werd de typesoort Augustasaurus hagdorni benoemd en beschreven door Paul Martin Sander, Olivier Cedric Rieppel en Hugo Bucher. De geslachtsnaam verwijst naar het Augustagebergte. De soortaanduiding eert de Duitse paleontoloog Hans Hagdorn die deel uitmaakte van het vondsteam.

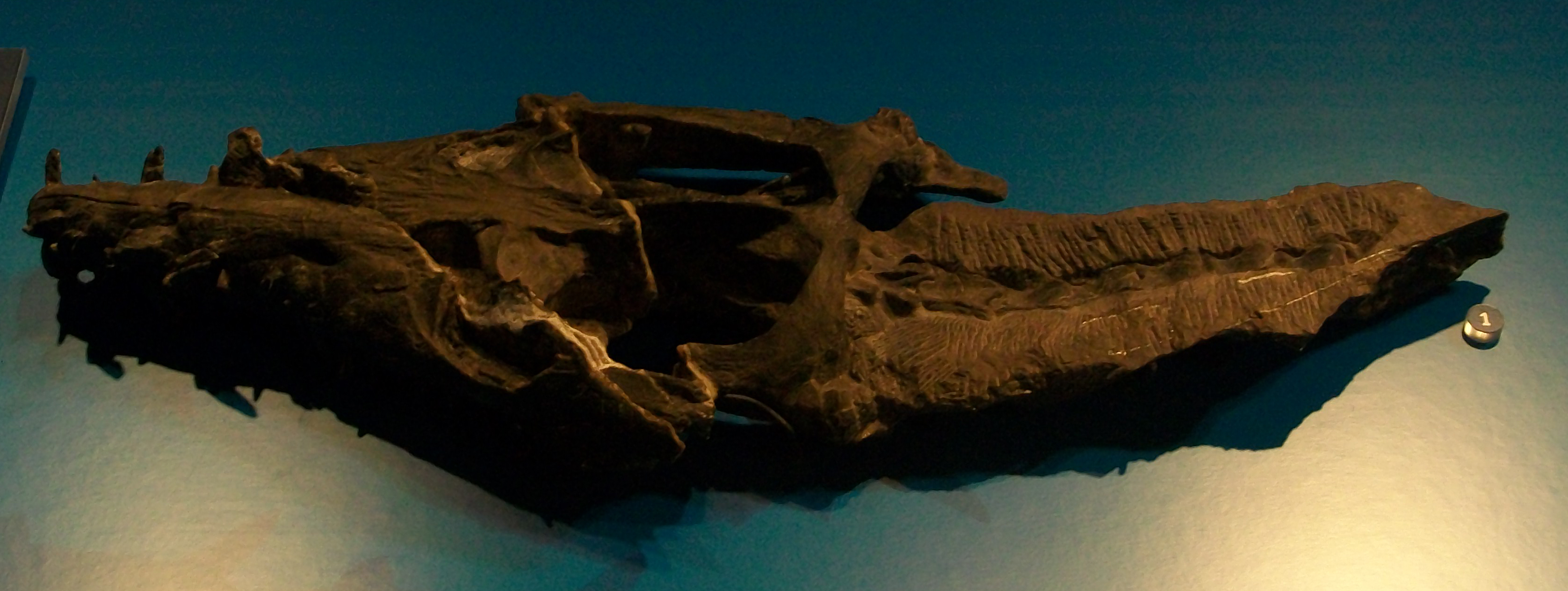
Schedel van het holotype

Het holotype, FMNH PR 1974, is gevonden in de Favretformatie die dateert uit het late Anisien. Het bestaat uit een gedeeltelijk skelet met schedel. Het was in 1997 nog niet volledig geprepareerd. De schedel werd pas later gevonden en in 2002 apart beschreven. Daarbij werd een aantal fouten in de oorspronkelijke beschrijving gecorrigeerd na het maken van röntgenfoto's van het materiaal.

## Beschrijving
De lengte van Augustasaurus is ongeveer tweeënhalf à drie meter. Het gewicht is geschat op honderd kilogram.
De bouw van de onderarm levert tegengestelde aanwijzingen over de evolutie. Aan de ene kant is die onderarm kort, met een verminderd vermogen het gewicht te dragen bij het lopen. Aan de andere kant is de onderarm niet veranderd in een verlengde voorvin.
Een overeenkomst met de plesiosauriërs is de verdikking van de zijuitsteeksels van de wervels.
In 1997 werd een aantal kenmerken aangegeven waarin Augustasaurus zich onderscheidt van de Pistosauridae. De zijuitsteeksels van de wervels steken schuin naar achteren met ronde ribfacetten. De doornuitsteeksels van zowel de nek als de rug zijn lager maar horizontaal langer dan bij Pistosaurus. De dooruitsteeksels van de rug eindigen in opvallende verruwingen met een verticaal zaagtandprofiel. Op de achterrand van de doornuitsteeksels van de rug liggen dubbele facetten van ruw bot, kennelijk uitlopend in kraakbeen. De nekribben hebben meer uitstekende voorste uitsteeksels dan bij Pistosaurus. Het schouderblad en vooral het ravenbeksbeen zijn meer afgerond dan bij Pistosaurus. De onderarm inclusief hand is duidelijk korter dan bij Pistosaurus met een lengte gelijk aan de helft van het opperarmbeen in plaats van 70%. De formule van de vingerkootjes is 1-1-3-3-1.
In 2002 werd geconcludeerd dat de werkelijke formule 1-1-3-2-? bedroeg.
Verder werden in 2002 wat onderscheidende kenmerken van alleen de schedel aangegeven. De rij tanden in het bovenkaaksbeen strekt zich naar achteren uit tot voorbij de achterrand van de oogkas tot aan de voorste hoek van de uitholling rond het bovenste slaapvenster. De voorhoofdsbeenderen zijn gepaard. Het voorhoofdsbeen draagt bij aan de binnenste voorrand van de uitholling van het bovenste slaapvenster zonder een aflopende beenplaat te vormen. Het parabasisfenoíde heeft een naar onderen uitstekende middenkiel. Er is een achterste opening tussen de verhemeltebeenderen net als bij Plesiosaurus. Het epipterygoïde is bovenaan breed.
De schedel, zo'n veertig centimeter lang, heeft een vrij spitse snuit. Die is ingesnoerd achter een tongvormige verbreding gevormd door praemaxillae. In bovenaanzicht is de zijrand daarvan golvend rond de grote tandkassen. Er staan in iedere praemaxilla vijf tanden waarvan de voorste in de snuitpunt veel kleiner is. De achterste vier premaxillaire tanden zijn zeer groot. In het bovenkaaksbeen staan naar schatting rond de vierentwintig tanden. De vierde en vijfde maxillaire tand is zeer groot. In de voorste onderkaak staan langere vangtanden.
Een basaal kenmerk is dat foramina ontbreken in de ravenbeksbeenderen.

## Fylogenie
Begin eenentwintigste eeuw werd Augustasaurus algemeen beschouwd als een lid van de Pistosauridae, soms als zustersoort van Pistosaurus.
Analyses uit 2006 en 2011 echter vonden Augustasaurus in een meer afgeleide positie, als zustertaxon van de Plesiosauria die ook gedefinieerd zijn met Augustasaurus als uitsluitend taxon.
Dit levert een volgende soort stamboom op:
|  | Bobosaurus                                                     |
|  |                                                                |
|  | Pistosaurus                                                    |
|  |                                                                |
|  | Yunguisaurus                                                   |
|  |                                                                |
|  | \| \| Augustasaurus \| \| \| \| \| \| Plesiosauria \| \| \| \| |
|  |                                                                |
|  | Augustasaurus                                                  |
|  |                                                                |
|  | Plesiosauria                                                   |
|  |                                                                |

|  | Augustasaurus |
|  |               |
|  | Plesiosauria  |
|  |               |

|  | Bobosaurus                                                     |
|  |                                                                |
|  | Pistosaurus                                                    |
|  |                                                                |
|  | Yunguisaurus                                                   |
|  |                                                                |
|  | \| \| Augustasaurus \| \| \| \| \| \| Plesiosauria \| \| \| \| |
|  |                                                                |
|  | Augustasaurus                                                  |
|  |                                                                |
|  | Plesiosauria                                                   |
|  |                                                                |

|  | Augustasaurus |
|  |               |
|  | Plesiosauria  |
|  |               |

|  | Bobosaurus                                                     |
|  |                                                                |
|  | Pistosaurus                                                    |
|  |                                                                |
|  | Yunguisaurus                                                   |
|  |                                                                |
|  | \| \| Augustasaurus \| \| \| \| \| \| Plesiosauria \| \| \| \| |
|  |                                                                |
|  | Augustasaurus                                                  |
|  |                                                                |
|  | Plesiosauria                                                   |
|  |                                                                |

|  | Augustasaurus |
|  |               |
|  | Plesiosauria  |
|  |               |

|  | Bobosaurus                                                     |
|  |                                                                |
|  | Pistosaurus                                                    |
|  |                                                                |
|  | Yunguisaurus                                                   |
|  |                                                                |
|  | \| \| Augustasaurus \| \| \| \| \| \| Plesiosauria \| \| \| \| |
|  |                                                                |
|  | Augustasaurus                                                  |
|  |                                                                |
|  | Plesiosauria                                                   |
|  |                                                                |

|  | Augustasaurus |
|  |               |
|  | Plesiosauria  |
|  |               |

De ontdekking van Augustasaurus werd gezien als weerlegging van een oudere hypothese dat de plesiosauriërs in Europa waren ontstaan.